# Ponte Românica de S. João de Tarouca

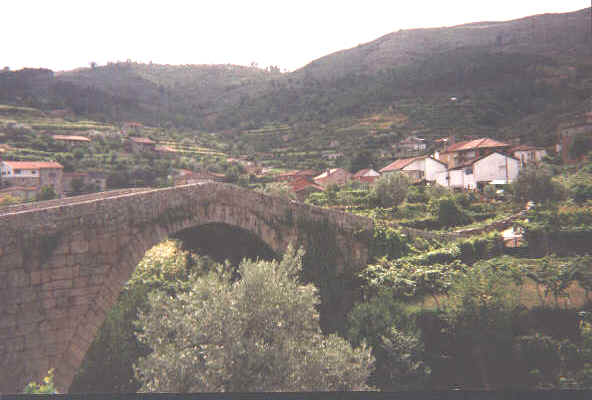
Ponte Românica de S. João de Tarouca, Tarouca, Portugal

Esta ponte românica construída em granito atravessa o rio Varosa, fazendo a ligação das margens aquém-além do rio na povoação de São João de Tarouca (sede de freguesia).